# Funció de distribució de Wigner

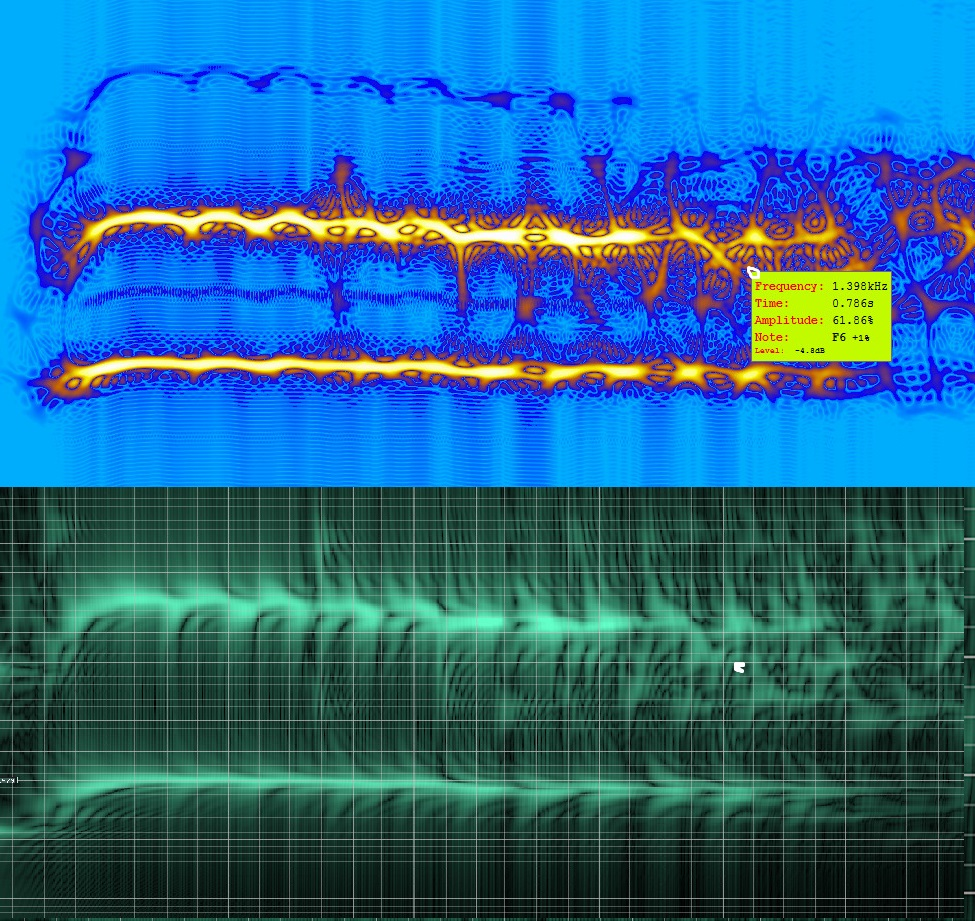
Anàlisi de distribució temps-freqüència de WDF (en vermell i groc) vs. banc FIR (en verd).

La funció de distribució de Wigner (amb acrònim anglès WDF) s'utilitza en el processament del senyal com a transformació en l'anàlisi temps-freqüència.
El WDF es va proposar per primera vegada en física per tenir en compte les correccions quàntiques a la mecànica estadística clàssica el 1932 per Eugene Wigner, i és d'importància en mecànica quàntica a l'espai de fases (vegeu, a manera de comparació: distribució de quasi-probabilitat de Wigner, també anomenada funció Wigner o la distribució Wigner–Ville).
Donada l'estructura algebraica compartida entre els parells conjugats posició-moment i temps-freqüència, també serveix de manera útil en el processament del senyal, com a transformació en l'anàlisi temps-freqüència, objecte d'aquest article. En comparació amb una transformada de Fourier de curta durada, com la transformada de Gabor, la funció de distribució de Wigner proporciona la resolució temporal més alta possible en funció de la freqüència, que és matemàticament possible dins de les limitacions del principi d'incertesa. L'inconvenient és la introducció de grans termes creuats entre cada parell de components del senyal i entre freqüències positives i negatives, cosa que fa que la formulació original de la funció no s'adapti a la majoria d'aplicacions d'anàlisi. S'han proposat modificacions posteriors que conserven la nitidesa de la funció de distribució de Wigner però suprimeixen en gran manera els termes creuats.
Hi ha diverses definicions diferents per a la funció de distribució de Wigner. La definició que es dona aquí és específica de l'anàlisi temps-freqüència. Donada la sèrie temporal {\displaystyle x[t]}, la seva funció d'autocorrelació no estacionària ve donada per
{\displaystyle C_{x}(t_{1},t_{2})=\left\langle \left(x[t_{1}]-\mu [t_{1}]\right)\left(x[t_{2}]-\mu [t_{2}]\right)^{*}\right\rangle ,}
on {\displaystyle \langle \cdots \rangle } denota la mitjana de totes les realitzacions possibles del procés i {\displaystyle \mu (t)} és la mitjana, que pot ser o no una funció del temps. La funció Wigner {\displaystyle W_{x}(t,f)} llavors es dona expressant primer la funció d'autocorrelació en termes de temps mitjà {\displaystyle t=(t_{1}+t_{2})/2} i retard de temps {\displaystyle \tau =t_{1}-t_{2}}, i després Fourier transformant el retard.
{\displaystyle W_{x}(t,f)=\int _{-\infty }^{\infty }C_{x}\left(t+{\frac {\tau }{2}},t-{\frac {\tau }{2}}\right)\,e^{-2\pi i\tau f}\,d\tau .}
Així, per a una única sèrie temporal (mitjana-zero), la funció de Wigner ve donada simplement per
{\displaystyle W_{x}(t,f)=\int _{-\infty }^{\infty }x\left(t+{\frac {\tau }{2}}\right)\,x^{*}\left(t-{\frac {\tau }{2}}\right)\,e^{-2\pi i\tau f}\,d\tau .}
La motivació de la funció de Wigner és que es redueix a la funció de densitat espectral en tot moment {\displaystyle t} per a processos estacionaris, però és totalment equivalent a la funció d'autocorrelació no estacionària. Per tant, la funció de Wigner ens indica (aproximadament) com canvia la densitat espectral en el temps.